# نرسه‌دخت
نرسه‌دخت (پارسی میانه: Narsehduxt) یکی از زنان نجیب‌زاده ساسانی در سده سوم میلادی و همسر نرسه بود. از او در سنگ‌نوشته شاپور یکم بر کعبه زرتشت با عنوان «بانو» (bānūg) یاد شده‌است.

## زندگی

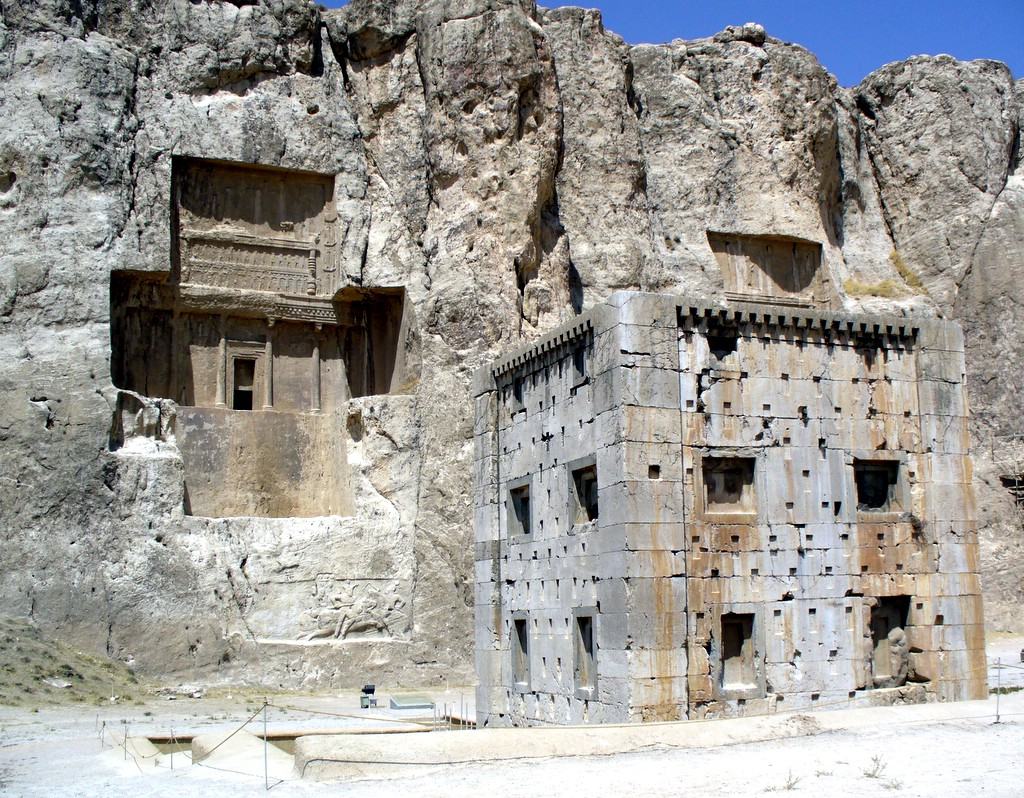
کعبه زرتشت، جایی که سنگ‌نوشته شاپور یکم حک شده‌است

از نرسه‌دخت در سنگ‌نوشته شاپور یکم بر کعبه زرتشت در میان خانواده سلطنتی ساسانی یاد شده‌است. او در آن جا لقب بانوی سکاها را دارد. اگرچه منبع صریحی در مورد ازدواج وی با نرسه موجود نیست، اما چنین نظریه احتمالاً به دلیل موقعیتی است که نرسه‌دخت در فهرست اعضای سلطنتی موجود در سنگ‌نوشته داراست.